# Thomas Matthew Crooks
Thomas Matthew Crooks (ur. 20 września 2003 w Bethel Park w Pensylwanii, zm. 13 lipca 2024 w Butler w Pensylwanii) – amerykański zamachowiec, który 13 lipca 2024 roku dokonał nieudanej próby zamachu na 45. prezydenta Stanów Zjednoczonych Donalda Trumpa.

## Życiorys
Thomas Matthew Crooks urodził się 19 września 2003 roku w Bethel Park w Pensylwanii. Oboje jego rodzice w momencie zamachu byli pracownikami socjalnymi. W 2022 roku ukończył szkołę średnią Bethel Park High School, gdzie został zapamiętany jako zdolny uczeń, zdobywając m.in. stypendium za dobre wyniki z matematyki i innych nauk ścisłych. Po zamachu niektórzy z jego byłych szkolnych kolegów opisywali go jako doświadczającego szykanowania, osamotnionego, cichego, nieśmiałego, zamkniętego w sobie, a jednocześnie inteligentnego i niezdradzającego politycznych afiliacji oraz skłonności do przemocy człowieka.
Był zarejestrowany od września 2021 roku jako wyborca Republikanów, jednakże wcześniej – w styczniu 2021 roku – przeznaczył kwotę 15 dolarów na rzecz Progressive Turnout Project, grupy działań politycznych związanej z Demokratami. Nie był wcześniej karany i nie przejawiał ekstremistycznych zachowań. W momencie ataku pracował dorywczo jako kucharz w miejscowym domu opieki społecznej. Broń użyta w zamachu (karabin AR-15) była własnością ojca Crooksa. Zamachowiec miał być znany z fascynacji bronią palną, a podczas ataku nosił na sobie koszulkę promującą kanał w serwisie YouTube o nazwie Demolition Ranch znany z promocji kultury posiadania broni. Po zamachu Departament Obrony Stanów Zjednoczonych podał, że Crooks nie miał za sobą żadnej historii służby wojskowej, lecz co najmniej od roku był członkiem lokalnego klubu strzeleckiego Clairton Sportsmen’s Club, co kierownictwo klubu potwierdziło później w rozmowie z mediami.

### Zamach na Donalda Trumpa oraz śmierć
13 lipca 2024 roku Thomas Matthew Crooks dokonał nieudanej próby zamachu na 45. prezydenta Stanów Zjednoczonych Donalda Trumpa w trakcie wiecu w miejscowości Butler w stanie Pensylwania związanego z kampanią przed wyborami prezydenckimi. Oddając kilka strzałów zranił byłego prezydenta w ucho, śmiertelnie postrzelił jednego z uczestników wiecu, oraz ranił dwie kolejne osoby biorące udział w spotkaniu. Wkrótce po otworzeniu ognia został zastrzelony przez snajpera z United States Secret Service.